# Расселл, Гэйл
Гэйл Ра́сселл (англ. Gail Russell; 21 сентября 1924, Чикаго, Иллинойс, США — 26 августа 1961, Брентвуд, Калифорния, США) — американская актриса кино и телевидения.

## Биография
Бетти Гэйл Рассел родилась 21 сентября 1924 года в Чикаго (штат Иллинойс, США) в семье Джорджа Расселла и Глэдис Расселл (в девичестве Барнет), а затем она переехала в Лос-Анджелес (штат Калифорния), когда была подростком. Необыкновенная красота Расселл привела её к вниманию «Paramount Pictures» в 1942 году. Хотя Расселл была почти клинически застенчива и не имела никакого актёрского опыта, у «Paramount» были большие надежды на неё и они наняли ей преподавателя по актёрскому мастерству.

## Карьера
Гэйл дебютировала в кино в 1943 году, сыграв роль Вирджинии Лоури в фильме «Генри Олдрич становится гламурным». Последней работой Расселл в кино стала роль Флор Бранкато в фильме «Бесшумный вызов», который вышел за 3 месяца до её смерти. Всего она сыграла в 28-ми фильмах и телесериалах.
8 февраля 1960 года Гэйл получила «звезду» на Голливудской «Аллее славы» за вклад в киноиндустрию.

## Личная жизнь
В 1949—1954 годах Гэйл была замужем за актёром Гаем Мэдисоном (1922—1996).

## Смерть
36-летняя Гэйл умерла 26 августа 1961 года у себя дома в Брентвуде (штат Калифорния, США) от сердечного приступа, страдая последние 11 лет жизни от алкоголизма и последующего разрушения печени и недоедания. Расселл была похоронена в «Valhalla Memorial Park Cemetery», что в Северном Голливуде.

## Избранная фильмография
| Год  |   | Русское название                  | Оригинальное название                                                    | Роль               |
| ---- | - | --------------------------------- | ------------------------------------------------------------------------ | ------------------ |
| 1943 | ф | Генри Олдрич становится гламурным | Henry Aldrich Gets Glamour                                               | Вирджиния Лоури    |
| 1944 | ф | Незваные                          | The Uninvited                                                            | Стелла Мередит     |
| 1944 | ф | Леди в ночи                       | Lady in the Dark                                                         | Барбара (в 17 лет) |
| 1945 | ф | Невидимое                         | The Unseen                                                               | Элизабет Говард    |
| 1947 | ф | Калькутта                         | Calcutta                                                                 | Вирджиния Мур      |
| 1948 | ф | У ночи тысяча глаз                | Night Has a Thousand Eyes                                                | Джин Кортленд      |
| 1948 | ф | Восход луны                       | Moonrise                                                                 | Гилли Джонсон      |
| 1950 | ф | Разделительная линия              | The Lawless                                                              | Санни Гарсия       |
| 1956 | ф | Семь человек с этого момента      | Seven Men from Now (так же иногда встречается написание: 7 Men from Now) | Энн Грир           |
| 1957 | ф | Порванное платье                  | The Tattered Dress                                                       | Кэрол Морроу       |
| 1961 | ф | Бесшумный вызов                   | The Silent Call                                                          | Флор Бранкато      |